# Państwo Przesmyku
Państwo Przesmyku (hiszp. Estado del Istmo) – państwo historyczne obejmujące w przybliżeniu tereny obecnej Panamy, powstałe po secesji z Nowej Granady, istniejące w latach 1840–1841 i cieszące się częściowym uznaniem międzynarodowym. Przyczyną secesji, którą wywołał obwołany pierwszym (i jedynym) prezydentem tej efemerycznej republiki Tomás José Ramón del Carmen de Herrera y Pérez Dávila, była napięta sytuacja polityczna w Nowej Granadzie i wojna domowa, która przetaczała się przez kraj. Nałożyła się na to także izolacja i stan ekonomiczny regionu. Po zagwarantowaniu autonomii Państwo Przesmyku powróciło w skład Nowej Granady. 
Pierwszą próbę oderwania obszaru obecnej Panamy przeprowadził we wrześniu 1830 roku, w okresie rozpadu Wielkiej Kolumbii, gen. Jose Domingo Espinar. Tę próbę secesji udaremnił w lipcu 1831 roku gen. Juan Eligio Alzuru, który z kolei kilka dni później ponownie ogłosił secesję regionu, a siebie dyktatorem. Został pokonany i stracony przez gen. Tomása Herrerę pod koniec sierpnia tego samego roku.